# 피나르델리오주

피나르델리오 주의 위치

피나르델리오주(스페인어: Provincia de Pinar del Río)는 쿠바 최서단에 위치한 주로 주도는 피나르델리오이며 면적은 8,884.51km2, 인구는 592,851명(2010년 기준)이다.
북쪽으로는 멕시코만, 남쪽으로는 카리브해와 접하며 동쪽으로는 아르테미사 주와 접한다. 11개 지방 자치체를 관할한다.